# Santia concavata
Santia concavata là một loài chân đều trong họ Santiidae. Loài này được Carvacho miêu tả khoa học năm 1977.